# Каленовці
Ка́леновці (болг. Каленовци) — село в Софійській області Болгарії. Входить до складу общини Годеч.

## Населення
За даними перепису населення 2011 року у селі проживали 18 осіб, усі — болгари.
Розподіл населення за віком у 2011 році:
Динаміка населення: